# مائوآ
مائوآ (به پرتغالی: Mauá) یک شهر و شهر و شهرداری در برزیل است که در ایالت سائو پائولو واقع شده است. مائوآ ۶۲٫۲۹۳ کیلومتر مربع مساحت و ۴۶۸٬۱۴۸ نفر جمعیت دارد و ۸۱۸ متر بالاتر از سطح دریا واقع شده است.